# Вильсоны
Вильсоны — купеческий и дворянский род.
В России Вильсоны обосновались в конце XVIII века. В 1799 году управляющим Александровской мануфактуры был назначен Александр Яковлевич Вильсон (1776—1866). Спустя некоторое время Христофор Вильсон (1782—1835) основал первое в России «механическое заведение для изготовления сельскохозяйственных орудий», которое было единственным в государстве до 1815 года, когда в Ельце открыли завод братья Криворотовы. В нём начали изготовляться в 1802—1803 годах молотильные машины. Завод земледельческих машин находился в Москве — в Якиманской части; в 1856 году оно насчитывало всего 34 рабочих (в 1872 — 55). На месте завода ныне — «Александр-Хаус» (Малая Якиманка, 2). В 1818 году Христофор Вильсон записался в московское купечество. Его старший сын Иван Христофорович Вильсон (ум. 1893) был удостоен звания потомственного почётного гражданина, а внуки Иван Иванович (1836—1914) и Владимир Иванович (1844—?), были сенаторами и тайными советниками. На Введенском кладбище имеется участок Вильсонов, на котором сохранилась могила младшего сына, Христофора Христофоровича Вильсона.
Воронежский дворянский род начался с военного инженера, генерал-майора Якова Львовича Вильсона, сын которого, надворный советник Александр Яковлевич, по заслугам отца 7 декабря 1901 года был внесён во II часть Дворянской родословной книги Рязанской губернии.

## Описание герба
Герб действительного тайного советника Ивана Ивановича Вильсона внесён в Часть 19 Общего гербовника дворянских родов Всероссийской империи. — С. 116.
Щит пересечен. В верхней червленой части, золотой меч, в перевязь, сопровождаемый сверху и снизу двумя серебряными о шести лучах звездами. В нижней золотой части, два зеленых ржаных снопа. Щит увенчан Дворянскими шлемом и короною. Нашлемник: пять страусовых перьев, среднее — червленое, второе — серебряное, третье — золотое, крайние — зеленые. Намет: справа червленый с серебром, слева — зелёный с золотом